# (35658) 1998 QV9
1998 QV9 (asteroide 35658) é um asteroide da cintura principal. Possui uma excentricidade de 0.19351250 e uma inclinação de 9.14560º.
Este asteroide foi descoberto no dia 17 de agosto de 1998 por LINEAR em Socorro.